# Полиевкт (Кириакидис)
Митрополит Полиевкт (греч. Μητροπολίτης Πολύευκτος, в миру Пе́трос Кириаки́дис, греч. Πέτρος Κυριακίδης; 1874, Хили, Понт — 28 ноября 1931) — епископ Александрийской православной церкви, митрополит Пилусийский.

## Биография
Окончил Богословскую школу Святого Креста в Иерусалиме.
10 июля 1901 года Патриархом Александрийским Фотием был поставлен в диакона. 6 декабря 1905 года поставлен в священника.
30 ноября 1914 в храме святого Николая в Каире состоялась его хиротония во епископа Пилусийского с возведением в сан митрополита, которую совершили: Патриарх Александрийский Фотий, митрополит Мемфисский Нектарий (Иорданидис), митрополит Трипольский Феофан (Мосхонас) и митрополит Аксумский Христофор (Даниилидис).
Скончался 28 ноября 1931 года.